# Wendy Darling
Wendy Moira Angela Darling è la protagonista dell'opera teatrale Peter Pan. Il bambino che non voleva crescere e del romanzo da essa tratto Peter e Wendy, entrambi scritti da James Matthew Barrie.

## Personaggio

Wendy nella versione disneyana

Wendy Darling è una ragazzina dall'età imprecisata, sebbene si possa intuire che abbia tra i 12 e i 13 anni. È figlia dei signori Mary e George Darling, sorella di John e Michael e fidanzata di Peter Pan (nonostante in quasi tutte le versioni della storia non dicono mai di essere innamorati). Vive a Londra con la sua famiglia e con il cane “babysitter” Nana. Viene descritta come una bambina dolce, ordinata, precisa e molto matura per la sua età. Sappiamo poco del suo aspetto fisico anche se, solitamente, nelle illustrazioni di alcune edizioni del libro la vediamo come una bambina dai capelli tra il biondo e il castano e gli occhi azzurri o verdi (tale descrizione combacia con quella del film Disney). 

### Biografia
Una notte, quando i signori Darling sono usciti per recarsi a cena, Peter entra nella camera dei bambini accompagnato dalla fatina Trilly (TinkerBell) per trovare l'ombra perduta la sera precedente poiché presa da Nana. Tuttavia i tre ragazzi si svegliano accorgendosi della loro presenza e Wendy ricuce l'ombra a Peter che, per ringraziarla, decide di portarla con sé all'Isola che non c'è (Neverland), in modo che faccia da madre a lui e ai Bambini Smarriti (Lost Boys).
Così Peter, Trilly e i tre fratelli Darling raggiungono il luogo incantato ma vengono avvistati dai pirati capitanati dal perfido Capitan Uncino (Captain Hook), acerrimo nemico di Peter. 
Wendy è vittima della gelosia di Trilli che, approfittandosi di un attimo di smarrimento, per poco non la uccide sfruttando gli ingenui Bambini Smarriti ma che fortunatamente viene salvata da Peter, infuriato con la fata.
Sull'isola Wendy e i suoi fratellini vivono incredibili avventure in compagnia di Peter Pan e dei Bambini Smarriti compreso lo scontro con i pirati nella Laguna delle Sirene (Mermaids Lagoon) e il salvataggio della principessa Giglio Tigrato (Princess Tiger Lily), figlia del Gran Capo Indiano (Indian Chief).
Ma dopo un po' di tempo Wendy inizia a stancarsi della vita sull'Isola che non c'è e della superficialità di Peter decidendo, così, di tornare a casa con i fratelli poiché preoccupata per i genitori. Ma, scovato il nascondiglio di Peter, Uncino rapisce i ragazzi e tenta di avvelenare Peter, salvato tempestivamente da Trilli.
Peter Pan raggiunge il veliero dei pirati, sconfigge definitivamente Uncino e la sua ciurma e riesce a salvare Wendy e gli altri. La ragazza è riconoscente a Peter ma è ugualmente decisa a tornare a Londra dai suoi cari.
Finalmente Wendy, John e Michael si riuniscono ai genitori che adottano anche i Bambini Smarriti. 
Wendy vorrebbe rimanesse con loro anche Peter ma il ragazzo le promette che sarebbe venuto a prenderla ogni anno per le pulizie di primavera, grazie al consenso della signora Darling.
Così Peter torna sull'isola e Wendy spera che egli non si dimentichi di lei nel frattempo.

#### Finale[1]
L'opera di Barrie si conclude con l'epilogo "When Wendy Grew Up - An Afterthought" ovvero "Quando Wendy crebbe - Un ripensamento" poiché spinto dal produttore Charles Frohman dato il successo della storia. In questa parte Peter Pan torna a trovare Wendy ma la trova adulta e madre di una bambina di nome Jane. Peter allora decide di "sostituire" Wendy con la figlia Jane per portarla con sé sull'isola e per avere qualcuno che si occupi di lui; lo stesso avverrà alla figlia di Jane, quindi nipote di Wendy, Margaret e così via, questo renderà felice Wendy poiché almeno qualcuno continuerà ad occuparsi di Peter. 
Inoltre in questo epilogo è scritto che, così come Wendy, anche i fratelli di quest'ultima e i Bambini Smarriti sono diventati grandi e hanno fatto carriera.

### Il nomeWendy

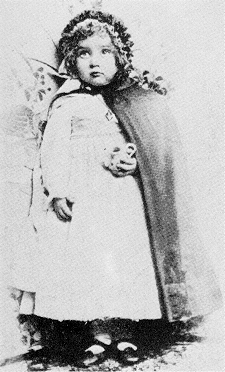
Margaret Henley. La sua amicizia con J. M. Barrie, che chiamò "fwendy" (invece di "friendy"), fu di ispirazione per la creazione del personaggio di Wendy Darling.

Il nome Wendy non era quasi per nulla utilizzato nei paesi anglosassoni prima dell'opera di J. M. Barrie e la sua grande popolarità successiva ha spinto diverse persone ad accreditare l'"invenzione" di questo nome allo scrittore. Tuttavia il nome Wendy veniva usato in maniera molto limitata come diminutivo nel nome gallese Gwendolyn. Nel suo caso Barrie lo trasse da un soprannome datogli dalla sua amica d'infanzia Margaret Henley (la figlia di William Henley che morì a cinque anni, nel 1894): Margaret lo chiamò "my friendly" ("il mio amichevole)" ma, non essendo in grado di pronunciare bene la R, le uscì "fwendy". Barrie deciderà di chiamare la nipote di Wendy come questa sua amica, Margaret.
Anche se fu certamente l'opera di Barrie a dare ampia diffusione al nome, esso era utilizzato occasionalmente già prima; è rilevato negli Stati Uniti sin dagli inizi del XIX secolo dove Wendy Gram, una bimba dell'Ohio, venne registrata con questo nome nel 1828, ed il nome Wendy appare nel censimento U.S. Census del 1880. Nel Regno Unito, Wendy appare come nome di ragazzo nel censimento del 1881: in questi casi è probabilmente riconducibile al nome di origine gaelica Guendalina, o ad altri contenenti l'elemento gwen, "bianco", "puro". Per quanto riguarda la sua diffusione, nelle liste dei più usati nomi per i neonati del Social Security Administration statunitense, Wendy appare nel 1936, e dal 1965 al 1976 entra nella lista dei quaranta nomi femminili più popolari. Va notato che diversi imperatori cinesi hanno avuto il nome di Imperatore Wen, che in cinese si legge Wen(-)di (文帝).

## Gli interpreti del personaggio (teatro, cinema, televisione)
| Anno | Attrice                                    | Opera |
| ---- | ------------------------------------------ | --- |
| 1904 | Hilda Trevelyan                            | Peter Pan, spettacolo teatrale di James Matthew Barrie. Duke of York Theatre, Londra (UK). Produzione originaria. |
| 1905 | Mildred Morris                             | Peter Pan, spettacolo teatrale di James Matthew Barrie. Empire Theatre, Broadway, New York (USA). Produzione originaria americana.                                                                                                |
| 1924 | Mary Brian                                 | Peter Pan, film muto (USA), regia di Herbert Brenon. |
| 1924 | Dorothy Hope                               | Peter Pan, spettacolo teatrale di James Matthew Barrie. Knickerbocker Theatre, Broadway, New York (USA). Revival. |
| 1928 | Josephine Hutchinson                       | Peter Pan, spettacolo teatrale di James Matthew Barrie. Civic Repertory Theatre, Broadway, New York (USA). Revival. |
| 1950 | Marcia Henderson                           | Peter Pan, musical di Leonard Bernstein, basato sull'opera teatrale di James Matthew Barrie. Imperial Theatre, Broadway, New York (USA). Produzione originaria.                                                                   |
| 1951 | Kathryn Beaumont                           | The Walt Disney Christmas Show, film TV (USA), regia di Robert Florey. |
| 1953 | Kathryn Beaumont (voce)                    | Le avventure di Peter Pan (Peter Pan), film d'animazione (USA), prodotto dalla Disney. |
| 1954 | Kathleen Nolan / Sally Brophy (adulta)     | Peter Pan, musical di Mark "Moose" Charlap basato sull'opera teatrale di James Matthew Barrie, regia di Jerome Robbins. Winter Garden Theatre, Broadway, New York (USA). Produzione originaria.                                   |
| 1955 | Kathleen Nolan                             | Peter Pan, film TV (USA), regia di Clark Jones. Ripresa televisiva del musical di Mark "Moose" Charlap. |
| 1960 | Maureen Bailey                             | Peter Pan, film TV (USA), regia di Vincent J. Donehue. |
| 1962 | Helga Anders                               | Peter Pan, film TV (Germania Ovest), regia di Paul Verhoeven. |
| 1976 | Briony McRoberts / Jill Gascoine (adulta)  | Peter Pan, film musicale TV (USA), regia di Dwight Hemion. |
| 1979 | Marsha Kramer / Neva Rae Powers (adulta)   | Peter Pan, musical di Mark "Moose" Charlap, regia di Rob Iscove. Lunt-Fontanne Theatre, Broadway, New York (USA). Revival. |
| 1987 | Elena Popkova                              | Piter Pen, film TV (URSS), regia di Leonid Nechaev. |
| 1988 | Olivia Martin (voce)                       | Peter Pan, film d'animazione (Australia) |
| 1989 | Naoko Matsui (voce)                        | Peter Pan, serie d'animazione TV (Giappone) |
| 1990 | Christina Lange (voce)                     | Nel covo dei pirati con Peter Pan, serie d'animazione TV (USA), regia di John Wilson. |
| 1990 | Cindy Robinson / Lauren Thompson (adulta)  | Peter Pan, musical di Mark "Moose" Charlap, regia di Fran Soeder. Lunt-Fontanne Theatre, Broadway, New York (USA). Revival. |
| 1991 | Gwyneth Paltrow / Maggie Smith (adulta)    | Hook - Capitan Uncino (Hook), film (USA), regia di Steven Spielberg |
| 1998 | Elisa Sagardia / Barbara McCulloh (adulta) | Peter Pan, musical di Mark "Moose" Charlap, regia di Glenn Casale. Marquis Theatre, Broadway, New York (USA). Revival. |
| 2000 | Elisa Sagardia                             | Peter Pan, film TV (USA), regia di Glenn Casale e Gary Halvorson. |
| 2002 | Harriet Owen / Kath Soucie (adulta)        | Peter Pan - Ritorno all'isola che non c'è (Return to Never Land), film d'animazione, prodotto dalla Disney - Wendy qui è adulta, sposata, madre di due bambini ed ha un ruolo marginale poiché la protagonista è sua figlia Jane. |
| 2003 | Melany Bell                                | Neverland, film (USA), regia di Damion Dietz |
| 2003 | Rachel Hurd-Wood                           | Peter Pan, film (USA), regia di P.J. Hogan |
| 2004 | Kate Maberly                               | Neverland - Un sogno per la vita (Finding Neverland), film (USA-UK), regia di Marc Forster |
| 2006 | Martha Rossi                               | Peter Pan-Il musical, musical teatrale (Italia), regia di Maurizio Colombi |
| 2008 | America Young (voce)                       | Trilli, film d'animazione TV (USA), regia di Bradley Raymond. |
| 2012 | Michelle Creber (voce)                     | Le nuove avventure di Peter Pan, serie d'animazione TV ( Francia), regia di Augusto Zanovello |
| 2011 | Freya Tingley                              | C'era una volta, serie TV (USA), regia di Adam Horowitz e Edward Kitsis |
| 2012 | Maia Mitchell ( voce)                      | Jake e i pirati dell'Isola che non c'è, serie TV d'animazione ( USA), regia di Howy Parkins |
| 2015 | Leni Zieglmeier                            | Pan - Viaggio sull'isola che non c'è (Pan), film (USA), regia di Joe Wright |
| 2018 | Maura Cenciarelli (voce)                   | World of Winx, serie d'animazione TV (Italia), regia di Iginio Straffi |
| 2020 | Devin France                               | Wendy, film ( USA), regia di Benh Zeitlin |
| 2023 | Ever Anderson                              | Peter Pan & Wendy, film (USA), regia di David Lowery, prodotto dalla Disney. |
| 2025 | Megan Placito                              | Peter Pan - Incubo nell'isola che non c'è, film (USA), regia di Scott Chambers |